# Замша

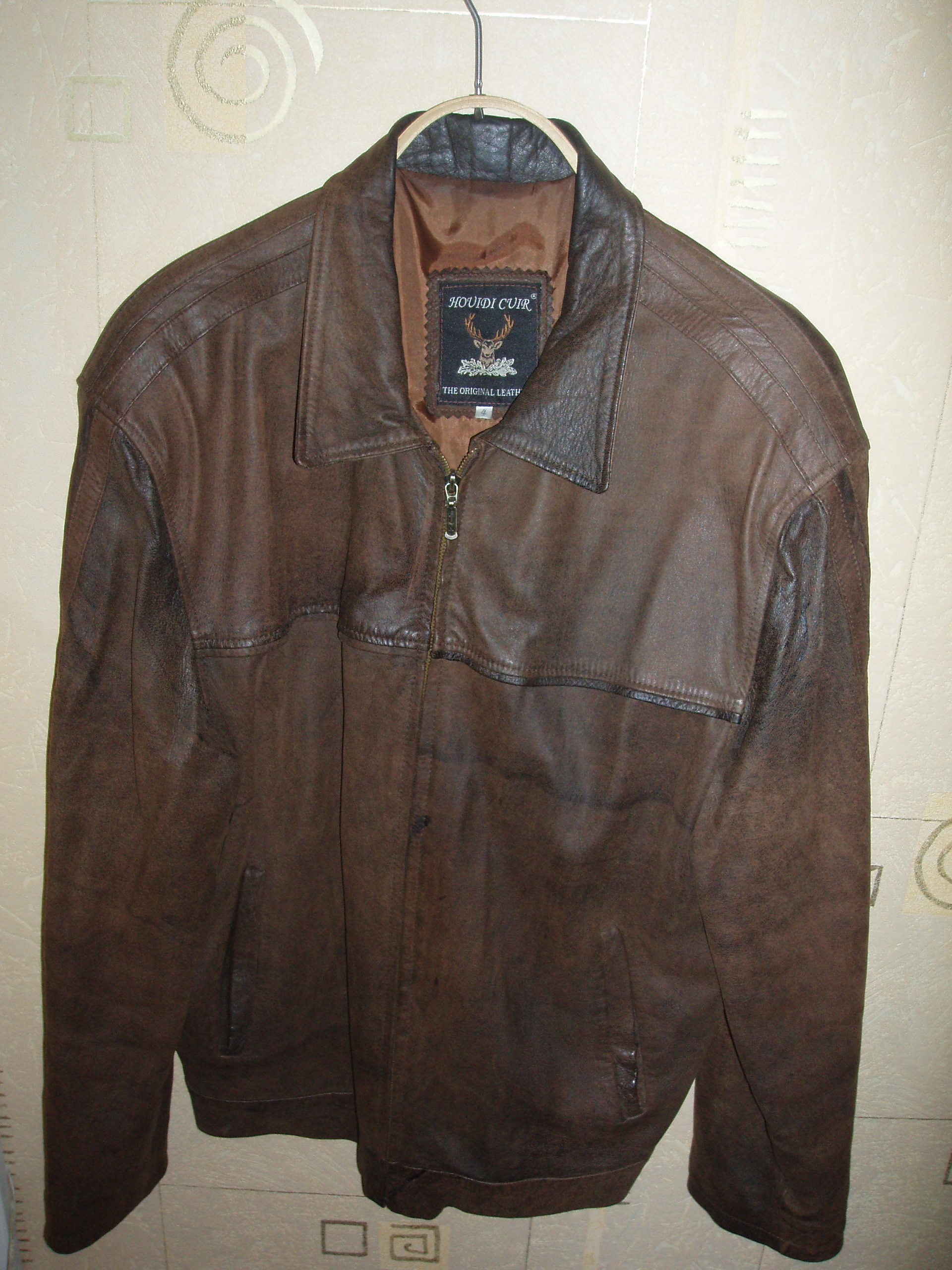
Замшева куртка

За́мша (пол. zamsz від нім. Sämischleder — «дублена шкіра») — назва вичиненої певним способом шкіри дикої або свійської худоби, а також виробленої певним способом тканини.

## Шкіра
Замша — це шкіра, вироблена жировим дубленням із шкур оленя, лося, вівці або молочного теляти великої рогатої худоби.
Замша відзначається м'якістю, бархатистістю, водонепроникністю, значною пористістю.
Замшу фарбують у різні кольори. Непофарбована замша має світло-жовтий колір.
Використовують замшу для виготовлення взуття, галантерейних виробів, одягу та з технічною метою (наприклад, для шліфування оптичного скла).
Також виробляють штучну замшу — для цього неткані матеріали та інші тканини із замшоподібном ворсом просочують гумовим клеєм (для взуття) або наносять на них гумовий клей, а зверху насипають подрібнені бавовняні волокна (для галантерейних виробів).

## Тканина
Тканина замша — це бавовняна тканина атласного переплетення ниток з начесаном ворсом з лицьового боку. З такої тканини шиють верхній одяг.

## Виноски
1. ↑  Словник іншомовних слів., К.:ГР ЦРЕ АН УРСР, 1975, стор. 266
2. ↑  Słownik wyrazów obcych i zwrotów obcojęzycznych Władysława Kopalińskiego on-line. Архів оригіналу за 4 червня 2008. Процитовано 24 липня 2008.

## Джерело
- Українська радянська енциклопедія : у 12 т. / гол. ред. М. П. Бажан ; редкол.: О. К. Антонов та ін. — 2-ге вид. — К. : Головна редакція УРЕ, 1974–1985., Том 4., К., 1979, стор. 195